# Vera Glagoleva
Vera Vitalievna Glagoleva (en russe : Ве́ра Вита́льевна Глаго́лева), née le 31 janvier 1956 à Moscou et morte le 16 août 2017 à Baden-Baden en Allemagne, est une actrice, réalisatrice, scénariste et productrice soviétique puis russe.
Elle est artiste émérite de Russie (1995) et artiste du Peuple de Russie (2011).

## Filmographie partielle

### Comme réalisatrice
- 1991 : Lumière brisée (Сломанный свет, Slomannyy svet)
- 2005 : Le Contrat (Заказ, Zakaz) (aussi scénariste)
- 2007 : La Roue du diable (Чёртово колесо)
- 2009 : Une guerre (Одна война, Odna voyna)
- 2013 : Rencontres fortuites (Случайные знакомые, Sloutchainye znakomye) co-réalisé avec
- 2014 : Deux Femmes (Две женщины, Dve jenchtchiny) (aussi scénariste), d'après la pièce d'Ivan Tourgueniev, Un mois à la campagne
- 2018 : L'Argilière (Не чужие)

### Comme actrice
- 1975 : Au bout du monde (На край света…) de Rodion Nakhapetov : Sima
- 1983 : Les Torpilleurs (Торпедоносцы) de Semion Aranovitch : Choura

## Récompenses et distinctions
- Festival du cinéma russe à Honfleur 2009 : Prix du meilleur film pour Une guerre[1].